# Abdellah Baha
Abdellah Baha (en arabe: عبد الله بها) est un homme politique marocain, secrétaire général adjoint du Parti de la justice et du développement, qui a remporté les élections législatives du 25 novembre 2011 au Maroc avec 107 sièges. Il est nommé ministre d'État sans portefeuille dans le gouvernement Benkiran le 3 janvier 2012.
Il est mort le 7 décembre 2014, renversé par un train selon la version officielle. Le défunt se serait rendu seul à la tombée de la nuit  pour se recueillir sur le lieu du décès du député USFP Ahmed Zaidi, mort «  noyé dans sa voiture » quelques semaines auparavant, le 9 novembre 2014.

## Parcours politique
Il a été député de Rabat dans la circonscription de Rabat-Chellah lors des élections législatives marocaines de 2002 et de 2007.
Originaire du Souss au sud du Maroc, il est ingénieur agronome de l'Institut agronomique et vétérinaire Hassan II (IAV). Il était le principal compagnon et ami de l'ex chef du gouvernement Abdelilah Benkirane, qui le consultait souvent.

## Conditions de sa mort
Le ministre aurait été percuté à 17 h 50 par « un TNR (Train Navette Rapide) en provenance de Rabat qui roulait, au moment de l’accident, à 80 kilomètres à l’heure ». À cette vitesse, il aurait été difficile de ne pas voir le train arriver, surtout que le lieu de l'accident se trouve sur une ligne ferroviaire droite. Ce qui laisse beaucoup de doutes sur la cause et les circonstances réelles du décès.
Beaucoup de suspicions planent sur la version officielle à cause notamment de plusieurs éléments : le fait que le ministre soit allé seul à la tombée de la nuit - le Soleil se couchant à 17 h 22 ce jour-là - sur un lieu relativement isolé, le fait qu'il n'y ait aucun témoignage parmi les passagers du train -hormis celui du journaliste Oussama Benjelloun qui manque de précision-, qu'aucune autopsie ne fut pratiquée pour déterminer la cause du décès et qu'aucune audience ne fut accordée à sa famille pour corroborer la version officielle.

## Enterrement et obsèques
L'enterrement a lieu le 9 décembre 2014, deux jours après sa mort et sans que l'enquête sur sa mort ne soit terminée.
Étaient notamment présents : le Chef du gouvernement Abdelilah Benkirane et tous les ministres, le prince Moulay Rachid, les dirigeants du PJD, des représentants de tous les partis politiques, des hauts représentants de l’État et les présidents des deux Chambres, Rachid Talbi Alami et Mohamed Cheikh Biadillah.

## Enquête sur sa mort
L’enquête a été close le 19 décembre 2014.
"Le procureur du roi près la Cour d'appel de Casablanca a décidé de classer le dossier du décès de feu Abdellah Baha", indiquait un communiqué officiel diffusé le même jour. Selon ses conclusions, il s’agit d’un accident ferroviaire. Pour émettre ses conclusions, il se serait appuyé sur "les déclarations du chauffeur du train, celles du chef du train et du gardien de passage, l'autopsie du corps et les appels téléphoniques d’Abdellah Baha". Les noms des témoins n'ont pas été révélés par l'enquête, le numéro du train et l'heure de son passage non plus.